# Исаковцы (Хмельницкая область)
Исаковцы (укр. Ісаківці) — село в Каменец-Подольском районе Хмельницкой области Украины. Расположено на реке Днестр.
С 1921 по 1939 год село было пограничным с Польшей и Румынией. Там же был тройной стык границ всех трёх стран. После 1939 года советские пограничные отряды переехали на западные границы Украины, а само село перестало быть приграничным.
Население по переписи 2001 года составляло 64 человека. Почтовый индекс — 32365. Телефонный код — 3849. Занимает площадь 0,548 км².

## Местный совет
32364, Хмельницкая обл., Каменец-Подольский р-н, с. Ластовцы